# Xanthorhoe altitudinum
Xanthorhoe altitudinum là một loài bướm đêm trong họ Geometridae.